# Gliese 1214 b
Gliese 1214b je egzoplanet koji kruži oko ultralakog crvenog patuljka Gliesea 1214 na udaljenosti od 47 svjetlosnih godina. Prvi je i jedini otkriven planet u sustavu. Riječ je o Superzemlji, ali samo po veličini. Planet je dosada najbolji kandidat za oceanski planet, tj. planet koji se sastoji od jezgre i masivnog ocenana, uz planet Kepler-22b. Otkriven je 2009. godine. 

## Obilježja
Planet ima radijus 2.6 radijusa Zemlje, kao i masu 6.55 masi Zemlje. To govori da je riječ o planetu koji je blizu toga da bude vrući Neptun, ali on bi mogao predstavljati novu grupu planeta zvanu oceanski planeti, koji se sastoje od jezgre i masivnog ocenana. Do ovog zaključka došlo se na temelju toga što ovaj planet ima relativno nisku gustoću. 
Još uvijek nije poznato kako planet održava ocean pri temperaturama koje se kreću od 120°C do čak 282°C. Planet je izvan nastanjive zone, zbog čega ima visoke temperature. Moguće je da se ocean na planetu nalazi u agregacijskom stanju kakvo na Zemlji nije poznato.
U prosincu 2013., objavljena je mogućnost da su detektirani oblaci u atmosferi Gliesea 1214b.